# Jean Batmale
Cet article concerne le footballeur français. Pour l’affluent du gave de Pau, voir Batmale.
Jean Batmale, né le 10 septembre 1895 à Pau et mort le 3 juin 1973 à Rennes, est un footballeur international français (6 sélections), devenu par la suite entraîneur. Batmale participe notamment aux Jeux olympiques en 1920 et 1924. Solide milieu de terrain et footballeur réputé pour son caractère entier, Batmale a été le premier international béarnais en football, avant Jean-Michel Larqué,.

## Biographie
Jean Batmale est béarnais, il nait à Pau le 10 septembre 1895. Batmale se rend ensuite en région parisienne, afin de pratiquer son sport, quasi inexistant dans les clubs de sa ville. Il devient international, et compte six sélections en équipe de France A entre 1920 et 1924.
Batmale devient international avec le FC Levallois au début des années 1920, il occupait alors le poste de demi-centre. La saison suivante, Batmale rejoint les rangs du Club français. En 1922, il représente l'équipe de Paris de football lors d'un match face à Prague au stade Pershing, devant 18000 spectateurs. Batmale remporte la Coupe de France 1922 avec le Red Star.
En 1923, Batmale représente de nouveau l'équipe de Paris de football, qui' s'impose 3 à 1 face à Londres au Stade Buffalo devant 20 000 spectateurs.
Équipe de Paris de Football:
- Maurice Cottenet (Olympique), gardien de but ;

- Edouard Baumann (CASG), arrière droit ; Marcel Vignoli (Olympique), arrière gauche;

- Louis Mistral (Olympique), demi droit ; François Hugues (Red Star), demi centre ; Jean Batmale (Red Star),  demi-gauche ;

- Jules Dewaquez (Olympique), extrême droit ; André Caillet (CASG), inter droit ; Paul Nicolas (Red Star), avant-centre ; Louis Darques (Olympique), inter-gauche ; Paul Bloch (Olympique), extrême gauche.

Batmale signe au Stade rennais en novembre 1923, en provenance du Red Star. Il y reste trois ans avant de poursuivre sa carrière, notamment à l'Olympique d'Alès où il débute dans le métier d’entraîneur.
Batmale rejoint ensuite l'OGC Nice, où il atteignit les 16e de finale de la Coupe de France de football 1929-1930, perdu face au Sporting Club de la Bastidienne.
Au début des années 1930, Batmale commence à se former au poste d'entraineur. Il participe ainsi au premier stage de formation des entraineurs de la FFF, en compagnie de son ancien coéquipier Maurice Cottenet. Sur les 27 candidats formés par Charles Griffiths (parmi lesquels Georges Moulène), 6 seulement parviennent à franchir le cap.
En 1936, Batmale succède à Pépi Schneider et devient entraîneur du Stade rennais. Secondé par Walter Kaiser, il ne parvient pas à éviter la première relégation du club en seconde division. Il reste toutefois en poste, et ce jusqu’en 1941. Après une courte parenthèse avec les amateurs de la Tour d’Auvergne, il redevient entraîneur du Stade rennais de 1942 à 1945.
Devenu entraîneur, il prend en charge l’Équipe Fédérale de Bretagne lors de la saison 1943-1944, marquée par la mise en place d'un championnat fédéral par Vichy. Bien qu'âgé de 47 ans, il se voit dans l'obligation de rechausser les crampons à plusieurs reprises afin de pallier l'absence de nombreux joueurs dans le onze fédéral,.
Prenant en parallèle des responsabilités au niveau national, dans la formation des jeunes entraîneurs, Batmale devient alors entraîneur du CO Roubaix-Tourcoing, puis se rapproche de sa région natale en entrainant le Toulouse Football Club  durant quelques mois, puis à l'US Nœux-les-Mines.
A Nœux-les-Mines, Jean Batmale découvre un jeune footballeur prometteur, qu’il s’évertue à faire progresser : Raymond Kopa.
Batmale entraîne l’AS Monaco durant deux saisons.

« Pendant ma carrière, j'ai connu  douze entraineurs différents. A mon humble avis, le meilleur de tous aura été Jean Batmale. J'aimais sa franchise. Lorsqu'il disait quelque chose, c'était clair et net. »

— Max Payan
Batmale revient à Rennes, à la Tour d’Auvergne puis aux Cadets de Bretagne. Il prend sa retraite à Rennes où il s’installe définitivement.
Il meurt le 3 juin 1973 à Rennes, à l’âge de 77 ans.

## Galerie

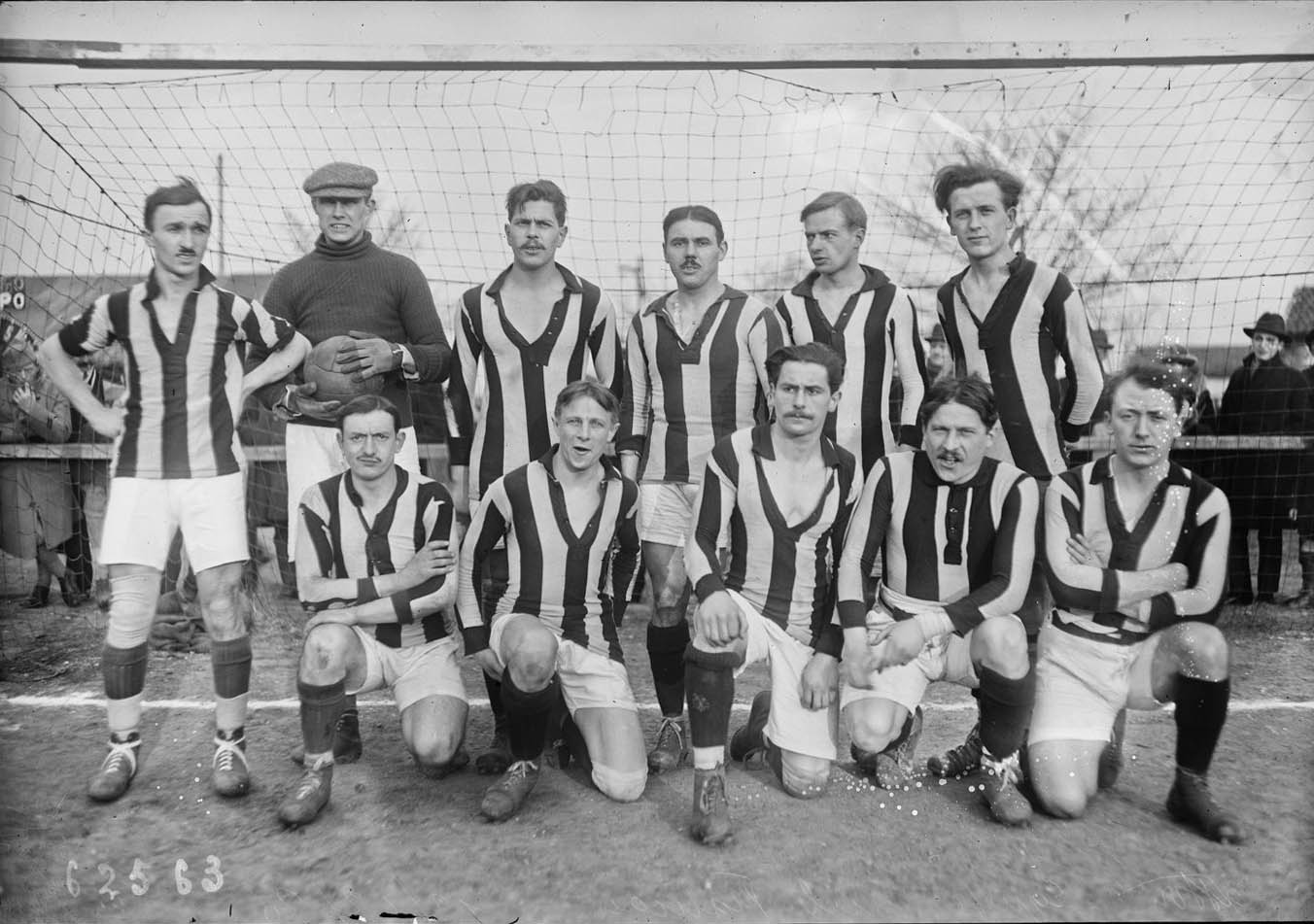
Club Français au Stade Brancion le 12/12/1920. Jean Batmale est le premier joueur en partant de la gauche.
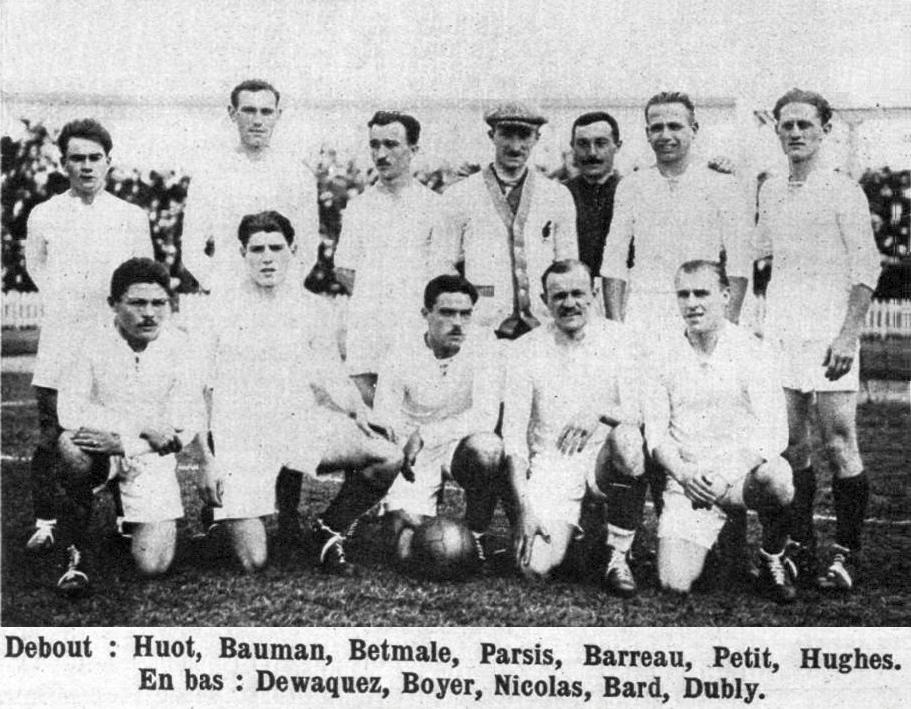
L'équipe de France de football, demi-finaliste des Jeux olympiques en août 1920. Jean Batmale - orthographié Betmale
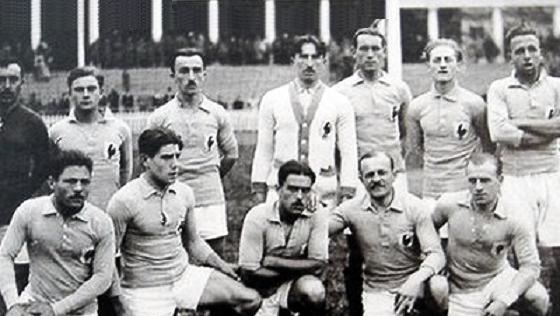
L'équipe de France de football, demi-finaliste des Jeux olympiques en août 1920. Jean Batmale est le second joueur debout en partant de la gauche.
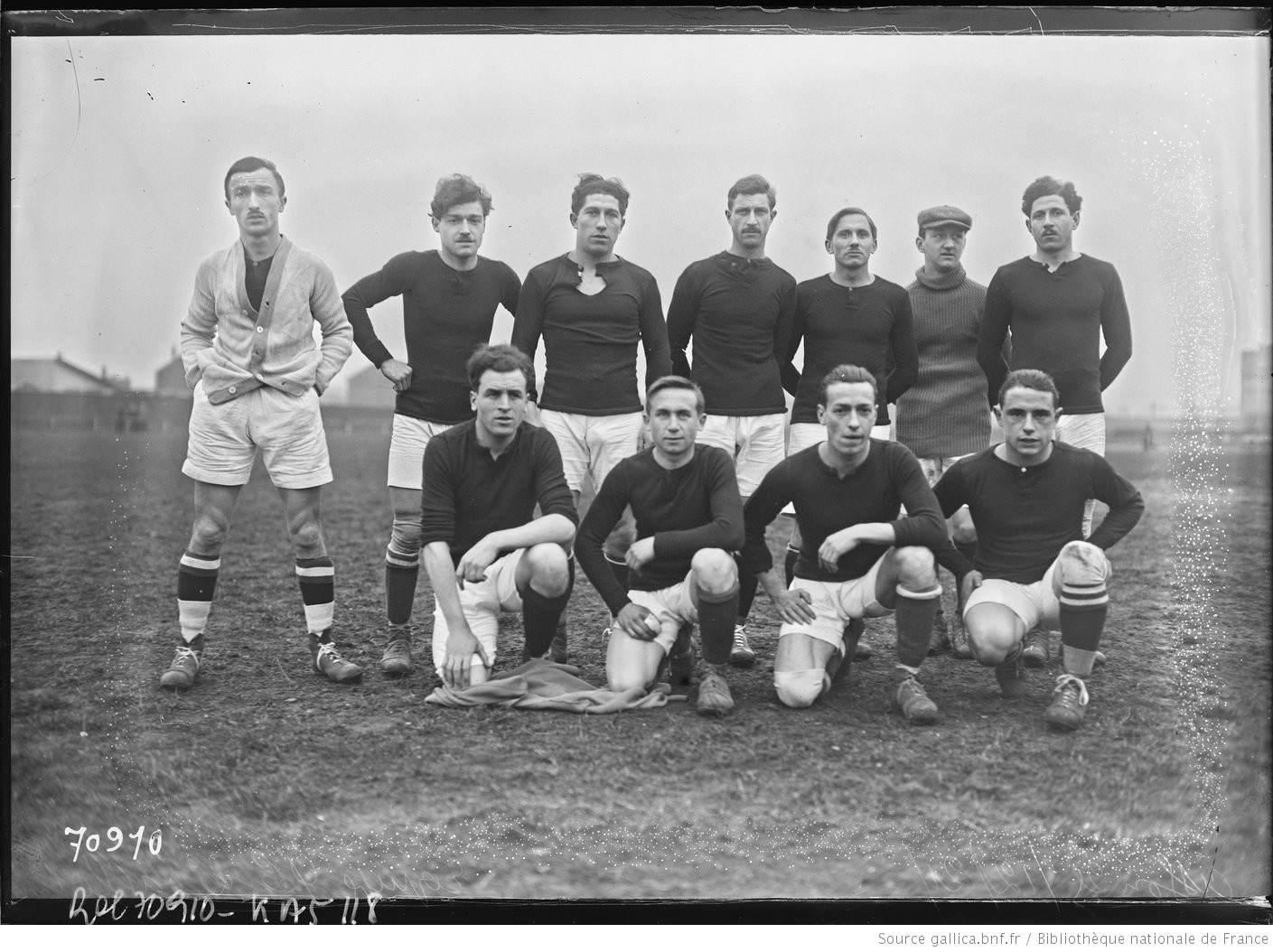
FC_Levallois, le 25-12-1921 (Agence_Rol). Jean Batmale est debout à gauche.
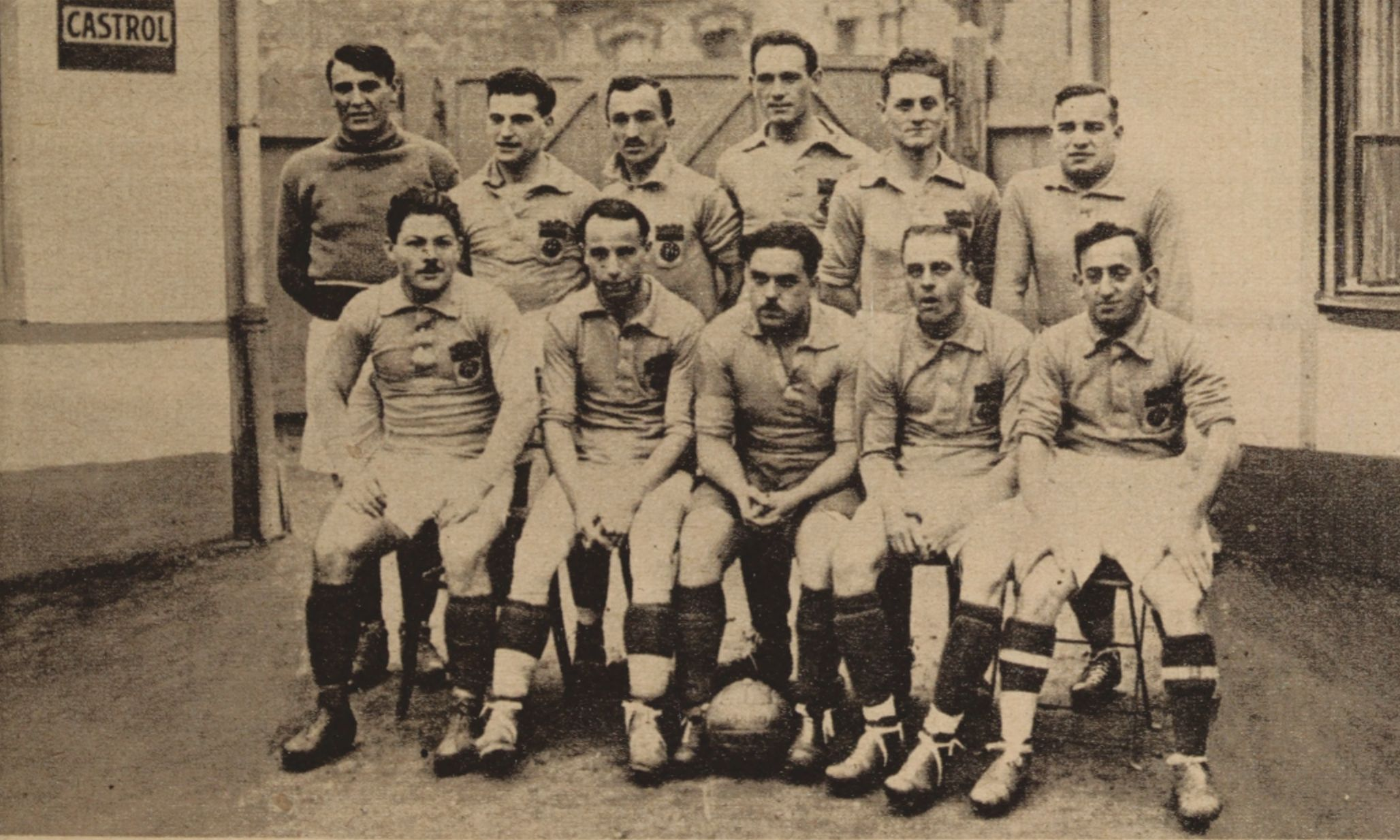
Equipe de Paris, vainqueur de Londres par 3 buts à 1: De gauche à droite, debout: Maurice Cottenet, Marcel Vignoli, Jean Batmale, Édouard Baumann, François Hugues. ---- Assis: Jules Devaquez, André Caillet, Paul Nicolas, Édouard Macquart, Paul Bloch
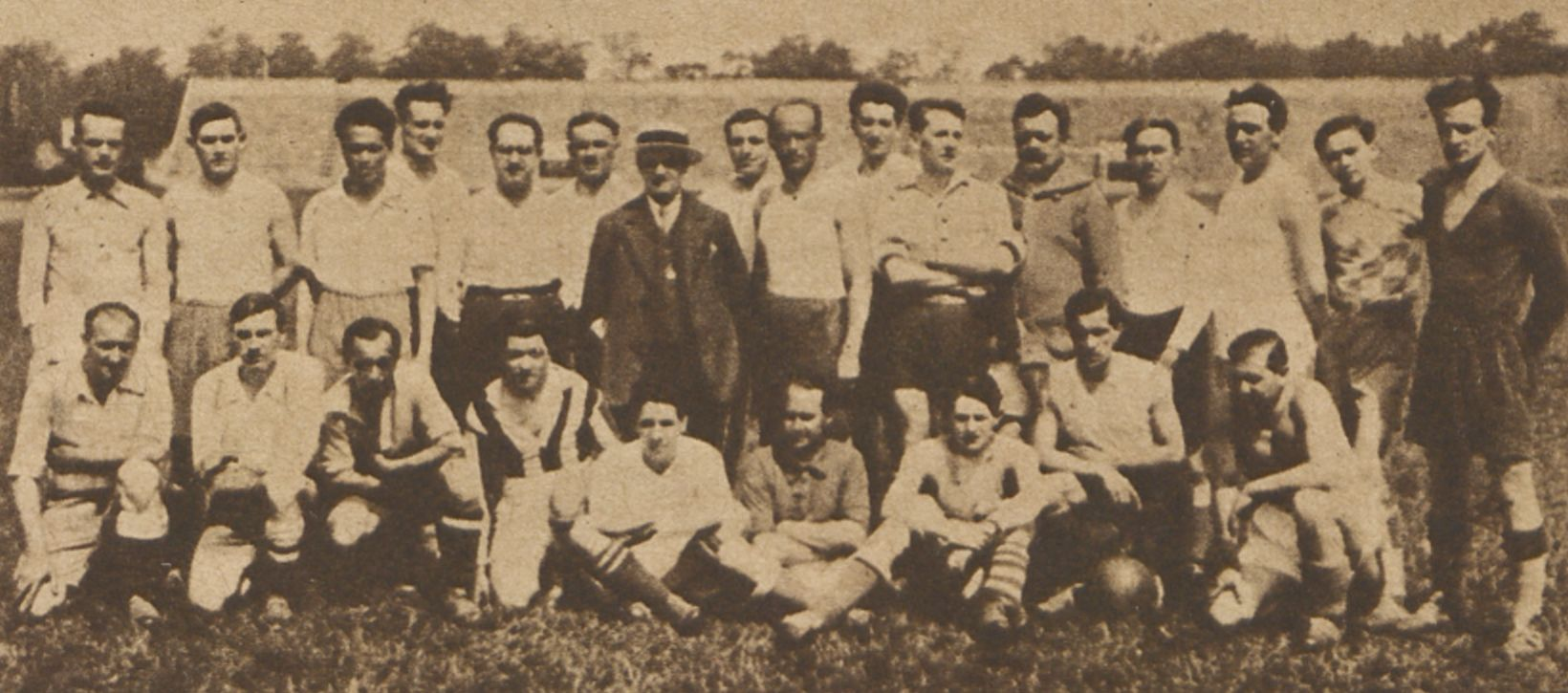
De gauche à droite, au 3e rang : Roger Pradat, Buchon, Straboni. Codin ; au 2e rang : Mignaton. Vincent. Boudina, Harikian, M. Charles Griffiths. Lotka, Jacoby, Cornenflost, Villes Le Coz, Oliviéri, Carraux: assis ; Marion, Louis Darques, Jean Batmale. Dufau, Lacoste, Naef Graud, Caries, Issouli. A noter que Le Coz est lieutenant de vaisseau.
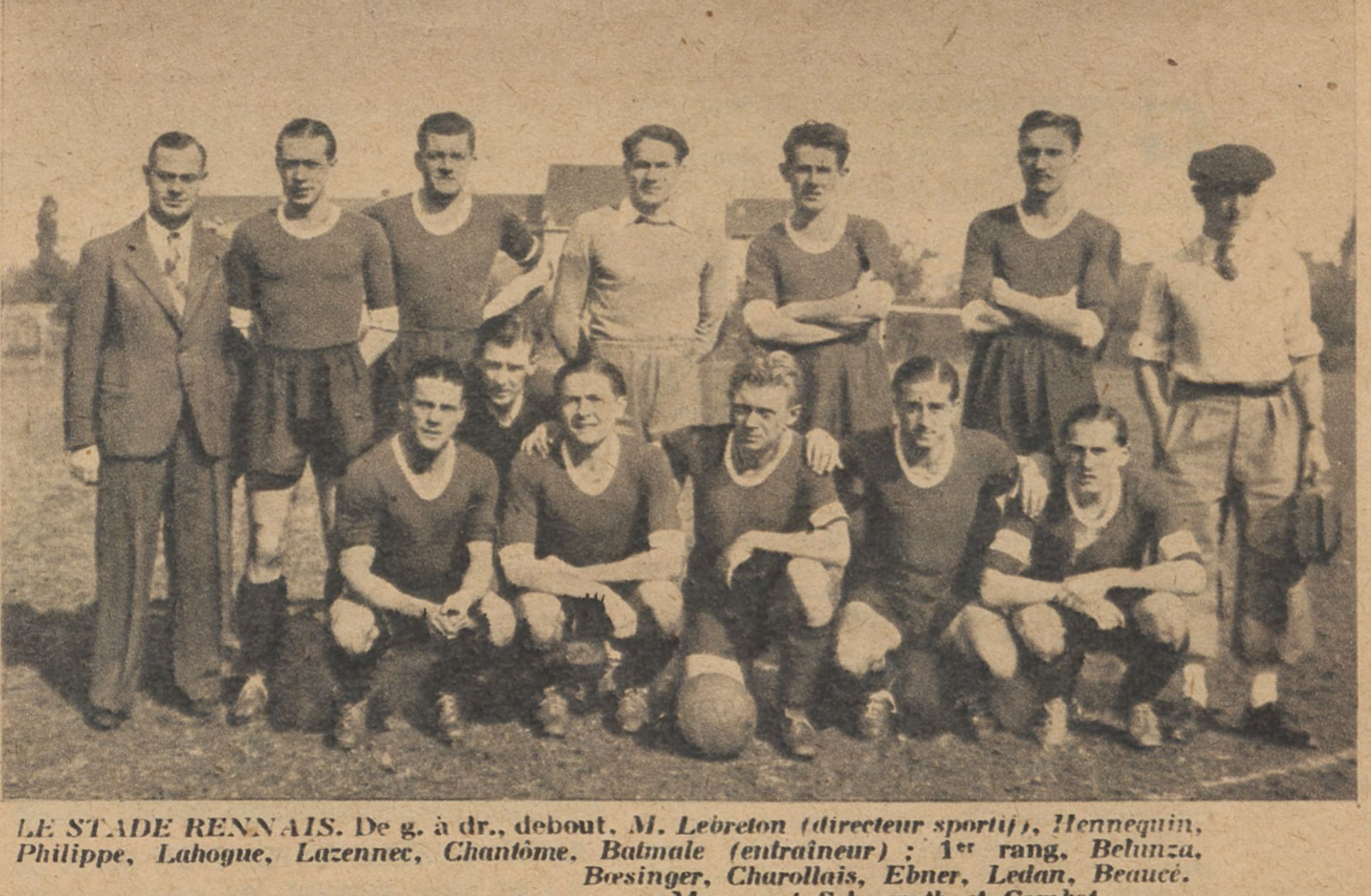
Stade rennais en 1943 - Jean Batmale est debout à droite, coiffé de son béret.

## Clubs

### Joueur
- 1914-1918:  FC Levallois
- 1918-1919:  Club français
- 1919-1920:  USA Clichy
- 1921-1922:  Red Star
- 1922-1925:  Stade rennais
- 1925-1928:  Olympique d'Alès
- 1929-1932:  OGC Nice
- 1943-1944:  Équipe fédérale Rennes-Bretagne

### Entraîneur
- 1932-1933:  Olympique d'Alès
- 1936-1941:  Stade rennais ;
- 1941-1942:  TA Rennes ;
- 1942-1943:  Stade rennais ;
- 1943-1944:  Équipe fédérale Rennes-Bretagne
- 1944-1945:  Stade rennais ;
- 1945-1946:  CORT Roubaix ;
- 1947-1948:  US Nœux-les-Mines ;
- 1948-1950:  AS Monaco ;
- 1954-1963:  SBUC Bordeaux ;
- :  AGL - Drapeau de Fougères.